# Change Partners (Beverly Hills)
Change Partners is de tweeëntwintigste aflevering van het vierde seizoen van het tienerdrama Beverly Hills, 90210, die voor het eerst werd uitgezonden op 23 februari 1994.

## Verhaal
Brandon en Kelly gaan een weekend samen weg en ontmoeten Decaan Trimble, Milton Arnold en zijn tienerdochter Clare. Terwijl Brandon en Kelly steeds meer naar elkaar toe groeien, proberen ze nog steeds redacteur Josh van zich af te schudden. Aan het einde van hun uitje zoenen ze elkaar. Ze weten dat het een verkeerde stap was en besluiten te doen alsof het nooit gebeurd is.
Ondertussen houdt Dylan docente Lucinda bezig. Dylan weet niet dat zij een relatie heeft met Brandon en ook zij zoenen elkaar. Brenda en Donna worden gevolgd door een hond, die Donna meeneemt naar huis en Rocky noemt. Ze ontdekken dat de hond is weggelopen uit een laboratorium waar tests op hem zijn uitgevoerd. Ze vindt dit verschrikkelijk en begint erover na te denken een dierenactiviste te worden. Donna wordt verdrietig als Rocky terug moet naar het lab. Andrea werkt ook in dat lab en zorgt ervoor dat Donna uiteindelijk toch het dier voor zichzelf mag houden.
Steve trekt tijdelijk in bij Andrea, waar hij al snel gevolgd wordt door zijn feestende en luidruchtige vrienden. Andrea is bang dat ze uit de campus gegooid zal worden en dwingt Steve ook te vertrekken. Hij biedt zijn verontschuldigingen aan en mag blijven, totdat ze een vriend van hem in haar bed aantreft. Als Steve ook de volgende dag seks heeft in haar kamer, is de maat voor haar vol. Hij blijkt echter uit te gaan met haar toezichthouder, Kathy Fisher.
N.B. Dit is de eerste aflevering van Kathleen Robertson als Clare Arnold

## Rolverdeling
- Jason Priestley - Brandon Walsh
- Shannen Doherty - Brenda Walsh
- Jennie Garth - Kelly Taylor
- Ian Ziering - Steve Sanders
- Gabrielle Carteris - Andrea Zuckerman
- Luke Perry - Dylan McKay
- Brian Austin Green - David Silver
- Tori Spelling - Donna Martin
- Carol Potter - Cindy Walsh
- James Eckhouse - Jim Walsh
- Joe E. Tata - Nat Bussichio
- Mark D. Espinoza - Jesse Vasquez
- Kathleen Robertson - Clare Arnold
- Nicholas Pryor - Milton Arnold
- Dina Meyer - Lucinda Nicholson
- Joshua Beckett - Josh Richland
- William S. Taylor - Dean Trimble
- Kathy Evison - Kathy Fisher
- Todd Bryant - Artie Devers
- Ryan Thomas Brown - Morton Muntz
- Lawrence Monoson - Jon Farrino